# Company
Company is een Amerikaanse musical met muziek en liedteksten door Stephen Sondheim. De originele productie uit 1970 was genomineerd voor veertien Tony Awards, destijds een record.
De musical, met als werktitel Threes, draait om Robert, een alleenstaande man die niet in staat is een vaste relatie aan te gaan. Company was een van de eerste Concept-musicals, waarin niet één duidelijk afgebakend verhaal wordt gevolgd, maar waarin een thema in verschillende scènes wordt besproken en onderzocht. Company bestaat uit verschillende scènes, zonder chronologische volgorde, die relaties, huwelijk en liefde bespreken.
Company bracht meerdere bekende nummers, waaronder 'Ladies Who Lunch' en het snelle 'Getting Married Today'.
In 2019 was er een uitvoering op West End waarbij de rol van Robert werd gespeeld door een vrouw. Roberts vrienden veranderden ook van geslacht. Ook werd er een homoseksueel koppel aan de cast toegevoegd. 

## Personages
Dit is een lijst van de personages uit de originele productie.
| Character | Description                                                                                           |
| --------- | --- |
| Robert    | Het centrale figuur, wordt "Bobby" genoemd door zijn vrienden. Zijn verjaardag brengt de groep samen. |
| Sarah     | Leert karate en heeft problemen met voedsel en diëten. Getrouwd met Harry.                            |
| Harry     | Vriendelijke man met een drankprobleem, getrouwd met Sarah.                                           |
| Susan     | Een gracieuze dame die soms plots flauwvalt, getrouwd met Peter.                                      |
| Peter     | Voormalig Ivy League-speler. Mogelijk homoseksueel, maar getrouwd met Susan.                          |
| Jenny     | Lied en simpel, getrouwd met David.                                                                   |
| David     | Chique man, wil graag de touwtjes in handen houden. Getrouwd met Jenny.                               |
| Amy       | Neurotische vrouw, die twijfels krijgt op haar huwelijksdag. Verloofd met Paul.                       |
| Paul      | Amy's verloofde, Joods, heeft geleerd hoe om te gaan met Amy's neurotische buien.                     |
| Joanne    | Cynische, sarcastische vrouw. Ze is ouder dan de andere vrienden van Robert.                          |
| Larry     | Joanne's derde man. Lief en begripvol.                                                                |
| April     | Een naïeve stewardess, noemt zichzelf "dom", een van Roberts vriendinnen.                             |
| Marta     | Hip en wat vulgair; houdt van New York, een van Roberts vriendinnen.                                  |
| Kathy     | Een dorpsmeisje dat zich niet op haar plek voelt in de grote stad. Een van Roberts jeugdvriendinnen.  |

## Nummers
1e akte
- "Overture" — Orkest (Alleen in de originele productie)
- "Company — Allen
- "The Little Things You Do Together" — Joanne en koppels
- "Sorry-Grateful" — Harry, David and Larry
- "You Could Drive a Person Crazy" — Kathy, April en Marta
- "Have I Got A Girl for You" — Larry, Peter, Paul, David, Harry
- "Someone Is Waiting" — Robert
- "Another Hundred People" — Marta
- "Getting Married Today — Amy, Paul, priester en ensemble
- "Marry Me a Little" — Robert (Dit nummer werd toegevoegd in de jaren '90, en wordt sindsdien vast opgenomen in de voorstelling)

2e akte
- "Entr'acte — Orchestra
- "Side by Side by Side"/"What Would We Do Without You?" — Robert en koppels
- "Poor Baby" — Sarah, Jenny, Susan, Amy, Joanne
- "Have I Got A Girl for You" (Reprise) — Larry, Peter, Paul, David, Harry
- "Tick-Tock" — Orkest (Dit nummer was uit de voorstelling geknipt, maar wordt in sommige producties wel gebruikt)
- "Barcelona" — Robert en April
- "The Ladies Who Lunch" — Joanne
- "Being Alive" — Robert (Het nummer 'Multitude of Amys' was de originele afsluiting, maar werd geknipt na grote veranderingen in het script. 'Marry Me a Little' werd de vervanger, maar werd verplaatst naar het einde van de 1e akte. 'Happily Ever After' werd bij de eerste paar opvoeringen gebruikt, tot hij werd vervangen door 'Being Alive')
- "Finale Ultimo (Company)" — Robert and Company

## Belangrijke producties

### Originele productie
Company speelde zijn try-outs in Boston, waar het zeer gemixte reacties kreeg. De première was op 26 april 1970 in het Alvin Theater, waar het 705 voorstellingen speelde. Hal Prince regisseerde het stuk, met choreografie door Michael Bennett.
Kort na de première trok Dean Jones, die de rol van Robert speelde, zich terug. Dit zou wegens ziekte zijn. Later bleek dat Jones de productie had verlaten, omdat hij de voorstelling te nihilistisch vond. Hij werd vervangen door zijn understudy, Larry Kert, die werd ontvangen met zeer positieve recensies. Hij werd zelfs genomineerd voor een Tony Award, een eer die normaal alleen toekomt aan de acteur die de rol voor het eerst speelt.

### Londen, 1995
In 1995 speelde Company voor de tweede keer in Londen, in regie van Sam Mendes. Robert werd gespeeld door Adrian Lester, de eerste afro-Amerikaanse acteur in de hoofdrol. De show opende op 7 maart 1995, en sloot op 29 juni. In 2010 kwam het grootste deel van deze cast samen om Company eenmalig concertant uit te voeren, ter ere van Sondheim's tachtigste verjaardag.

### Londen, 2019
Op 17 oktober 2019 ging er een nieuwe versie van Company in première, waarin de geslachten van meerdere personages werd omgedraaid. Bobby werd Bobbie, een vrouwelijke rol gespeeld door Rosalie Craig. Ook zat er voor het eerst een homo-seksueel koppel in de voorstelling, Jamie (Amy in de originele productie) en Alex (Paul in de originele productie). Sondheim ging akkoord met de verandering en werkte samen met regisseur Marianne Elliott aan de wijzigingen in het script en de muziek. De musical kreeg zeer positieve recensies.

## Nederlandse producties
Er zijn verscheidene Nederlandstalige producties van Company geweest. De eerste keer was in 1986, geproduceerd door Musical Theatre Group the Company. De vertaling was van Daniël Cohen. In 1999 was er een Vlaamse productie door het Koninklijk Ballet van Vlaanderen, in regie van Caroline Frerichs. In 2020 is er opnieuw een Nederlandse versie, in regie van Gerardjan Reijnders en een nieuwe vertaling door Jeremy Baker. Paul Groot speelt de hoofdrol van Robert. Deze laatst genoemde Nederlandse versie is echter door omstandigheden niet tot uitvoering gekomen.